# Seemannsheim Fischereihafen
Das Seemannsheim Fischereihafen in Bremerhaven-Fischereihafen, Hoebelstraße 29/31, Ecke Kaperstraße, stammt von 1913. 
Das Gebäude steht unter bremischem Denkmalschutz.

## Geschichte
Das dreigeschossige verklinkerte Gebäude mit dem doppelten Zwerchhaus und ursprünglich 80 Übernachtungsmöglichkeiten wurde 1912/13 nach Plänen von Gustav Claas (1876–1932) im Heimatstil für den Deutsch-luth. Seemanns-Fürsorge-Verband aus Hannover gebaut. Es enthielt auch die Heuerstelle (Heuerbaas) des Fischereihafens. Das Landesamt für Denkmalpflege Bremen befand: „Noch heute überragt es die umliegende Bebauung. […] ein klar gegliedertes, durch den Verzicht auf historisierende Ornamente beeindruckendes Gebäude […]“
1913 wurde der Bauwich mit einem eingeschossigen Laden und einer Kegelbahn bebaut, die 1948 zu einer Wohnung wurde. 1967 erfolgte ein Umbau des Empfangs. Das seit 1979/80 nicht mehr von der Deutschen Seemannsmission genutzte Haus wird heute durch Wohnungen genutzt. Eine Generalsanierung wird angestrebt (2022).
Claas plante in Bremerhaven u. a. auch Wohnhäuser östlich der Friedrich-Ebert-Straße und der Metzer Straße, die Wohnanlage Werkblock in Lehe, Werkstraße 14–20 sowie das Verlagshaus Norddeutsche Volksstimme.